# 朝わい!くりっぷ
朝わい!くりっぷ（あさわい!くりっぷ）は2023年4月3日から、青森放送（RABラジオ）で放送されるラジオ番組。

## 概要
- 本番組は2023年春改編で、2時間番組だった『朝ワイ!ダッシュ』と『今日も!あさぷり』の放送枠を統合する形で放送開始された。なお、「-ダッシュ」ならびに「-あさぷり」で放送されたコーナーの多くは本番組に継続され、出演者も多くが続投となった。平日朝の生ワイドが大型になるのは2006年9月まで放送されていた『おはようワイドあおもり』以来になる。
- 12月25日が平日と重なる場合は、『RABラジオチャリティーミュージックソン』 放送で、番組休止となるが、7時台のコーナーのみ、単独番組として放送される。
- また、1月2日と1月3日が平日と重なる場合も、箱根駅伝中継（文化放送制作）で、番組休止となるが、7時台と8時台のコーナーのみ、単独番組として放送される。

## 出演

### パーソナリティ
※田村以外は、いずれも青森放送アナウンサー。休暇や出張等で曜日パーソナリティ不在時は、他曜日のパーソナリティが代行する。
- 月曜 - 伊東幸子（2023年4月3日 - ）[注 1]
- 火曜 - 濱野壱清（2025年4月1日 - ）
- 水曜 - 筋野裕子（2023年4月5日 - ）[注 2]
- 木曜 - 田村啓美（2023年4月6日 - ）[注 2][注 3]
- 金曜 - 鮫島大史（2024年4月5日 - ）[注 4]

### ニュースデスク（報道部）
- 田中次郎[注 5]
- 内山巧（田中が休暇や取材で不在時の代理）

### ラジばたフレンド（曜日別レギュラー）
※『集まれ!ラジばた』の時間帯に出演。個々の都合により出演出来ない日は、パーソナリティが単独で進行する。
- 月曜 - 週替わり
- 火曜 - 青森県長寿社会振興センター所属シニアライター（週替わり）
- 水曜 - 黒滝はるか（はるちゃん・農家）
- 木曜 - 川嶋大史（デイジー川嶋・メディアプランナー）[注 6] - 前番組同様、電話でのみの出演。
- 金曜 - 新盛聖人（まーくん・スポーツジムベーシック（青森市）トレーナー）

## 過去の出演者
- 水嶋優子（管理栄養士）[注 6][注 7] - 2023年4月5日 - 2024年3月27日
- 岩本美和（大阪出身のパワフル主婦「ガンちゃんママ」）[注 6] - 2023年4月7日 - 2024年3月29日（『今日も!あさぷり』から通算15年半にわたって出演した）

## タイムテーブル
- 07:00 - オープニング・今朝の朝刊チェック
- 07:04 - 東奥日報ニュース・天気予報[注 8]
- 07:10 - お早う!ニュースネットワーク（ニッポン放送）
- 07:25 - いってらっしゃい!忘れてませんか?交通安全ルール
- 07:30 - 
  - 月曜 - 木曜 - 青森県広報タイム
  - 金曜 - スポーツチェック（スポーツニュース）
- 07:35 - 美味しく食べてヘルスケア
- 07:45 - SUZUKIハッピーモーニング・羽田美智子のいってらっしゃい（ニッポン放送）[注 9]
- 07:50 - 東奥日報ニュース・天気予報
- 08:00 - 話題のアンテナ 日本全国8時です（TBSラジオ）
- 08:15 - けんずろうの元気いっぱい!
- 08:20 - 武田鉄矢・今朝の三枚おろし（文化放送）
- 08:35 - 交通情報・天気予報
- 08:40 - 献血情報
- 08:45 - 田中デスクのニュースくりっぷ[注 10]
- 09:00 - 東奥日報ニュース・天気予報（冬季以外）・東奥日報ニュース（冬季のみ）
- 09:03 - ハロースキーダイヤル（冬季のみ）
- 09:10 - 天気予報（冬季のみ）
- 09:15 - 集まれ!ラジばた（曜日別コーナー）[注 11]
  - 月 - 週替わり
  - 火 - 元気・長生きクラブ
  - 水 - （特定のコーナー名無し）
  - 木 - 映画情報
  - 金 - （特定のコーナー名無し）
- 09:40 - ラジオショッピング（快適生活・エコアライブ[注 12]）
- 09:50 - 交通情報
- 10:00 - 東奥日報ニュース・天気予報
- 10:15 - ラジオショッピング（はぴねすくらぶ・エコアライブ[注 12]）
- 10:30 - テレフォン人生相談（ニッポン放送）[注 13]
- 10:57 - エンディング[注 14]

## 過去のコーナー
- 優子先生のいただきレシピ（最終水曜除く）・優子のお料理相談室（最終水曜のみ） - 2023年4月5日から2024年3月27日まで
- 今週の本のランキング・ガンちゃんママの今週のおすすめ絵本[注 15] - 2023年4月7日から2024年3月29日まで